# UFC 5
UFC 5: Gracie vs. Shamrock 2는 1994년 12월 16일에 미국 오클라호마주 에서 개최된 UFC 경기이다.

## 경기 결과
1. ↑   존 헤스가 손 부상으로 불참하여 데이빗 베네투가 대신 참가함.

## 같이 보기
- UFC
- UFC 대회 목록